# Villebrumier
Villebrumier település Franciaországban, Tarn-et-Garonne megyében. Lakosainak száma 1349 fő (2022. január 1.). Villebrumier Saint-Nauphary, Villemur-sur-Tarn, Nohic, Reyniès és Varennes községekkel határos.

## Népesség
A település népessége az elmúlt években az alábbi módon változott:
| Lakosok száma | 1266 | 1365 | 1395 | 1387 | 1378 | 1368 | 1359 | 1356 | 1349 |
|               | 2013 | 2015 | 2016 | 2017 | 2018 | 2019 | 2020 | 2021 | 2022 |